# Strava
Strava ist ein soziales Netzwerk zum internetbasierten Tracking sportlicher Aktivitäten, wie Radfahren, Joggen, Schwimmen, Skifahren, Rudern und Krafttraining. Betrieben wird es vom gleichnamigen Unternehmen mit Sitz in San Francisco. Im Jahr 2017 wurden 136 Millionen Läufe hochgeladen, die zusammen eine Strecke von über 1,1 Milliarden Kilometer ergaben.

## Eigenschaften und Funktionen
Mitglieder von Strava können zurückgelegte Strecken über eine mobile Applikation für Smartphones oder einen kompatiblen GPS-Empfänger samt Informationen zu Dauer, Steigung, Geschwindigkeit, Krafteinsatz, Temperatur oder Energieumsatz abspeichern. Anschließend besteht die Möglichkeit, die Daten detaillierter auszuwerten und die eigene Leistung mit anderen Mitgliedern des Netzwerkes zu vergleichen. Einige der angebotenen Dienste sind kostenlos, gegen eine Gebühr kann die Funktionalität jedoch erweitert werden.
Im Unterschied zu anderen Netzwerken dieser Art verwenden Strava auch professionelle Athleten, wie die Radrennfahrer André Greipel, Mark Cavendish, Michał Kwiatkowski oder Marianne Vos. Auf diese Weise können regelmäßig aktuelle Daten unterschiedlicher Profiradrennen ausgewertet werden.

Des Weiteren verfügt Strava über eine Segmentauswertung mit Bestenlisten. Angelehnt an den englischen Ausdruck für die Bergpreiswertung heißt die Auswertung King of the Mountains (KoM) bei Männern beziehungsweise Queen of the Mountains (QoM) bei Frauen. Die Auswertung steht nur zahlenden Mitgliedern zur Verfügung. Wer über diese Segmente radelt oder läuft und die Datei zu Strava hochlädt, wird in die Bestenliste dieses Segments aufgenommen; eine zusätzliche Motivation durch die Vergleichbarkeit mit anderen Benutzern. Für die Bestzeit eines Segments erhält der Sportler eine virtuelle Krone, die bestplatzierten dahinter bis einschließlich Rang 10 erhalten virtuelle Pokale.
Die aufgezeichneten Daten können über das GPS-Exchange-Format (GPX) mit anderen Applikationen und Internetanwendungen und mit anderen Sport-Tracking-Anwendungen ausgetauscht werden. Im Mai 2020 gab Strava bekannt, die Segmentauswertung mit Bestenlisten nur noch für zahlende Mitglieder bereitzustellen sowie die bisherigen kostenpflichtigen Pakete der Marke Summit in einem Mitgliedschaftsmodell zu vereinen.
Strava ist verfügbar in den Sprachen Deutsch, Englisch, Französisch, Italienisch, Japanisch, Koreanisch, Chinesisch (traditionell), Niederländisch, Portugiesisch (Brasilien und Portugal), Russisch sowie Spanisch (Spanien und Lateinamerika). Darüber hinaus gibt es zahlreiche von Privatanwendern oder anderen Unternehmen angebotene Erweiterungen, die den Anwendungsumfang von Strava sowohl kostenlos als auch entgeltlich deutlich erweitern.

## Öffentliche Datennutzung
Strava bietet die über das Netzwerk gesammelten Daten Verkehrsplanern an, die damit die reale Nutzung von Straßen und Wegen durch Fußgänger und Radfahrer sowie gegebenenfalls Wassersportler ermitteln können. Über diese Verkehrsteilnehmer liegen sonst zumeist nur punktuelle Daten vor. In der so genannten Heatmap werden die Routen der Nutzer weltweit aggregiert und je nach Dichte durch Farbwerte dargestellt. Damit kann bereits die Intensität der Nutzung von Verkehrswegen ermittelt werden. Individuelle Auswertungen können von öffentlichen Institutionen und sonstigen Bedarfsträgern über ein eigens entwickeltes Forschungsprogramm bezogen werden.
Die Nutzung von Strava durch Angehörige des US-Militärs sowie die freiwillige Einspeisung der Bewegungsdaten in der zuvor genannten Heatmap durch diese hat im Januar 2018 zu einem Sicherheitsrisiko für in Syrien und dem Irak stationierte Einsatzkräfte geführt. Anhand öffentlich einsehbarer Joggingstrecken lassen sich vor allem in dünn besiedelten Regionen Standorte und manchmal auch Grundrisse verschiedener Militärbasen ausfindig machen.